# NGC 5511A
NGC 5511A је галаксија у сазвежђу Волар која се налази на NGC листи објеката дубоког неба.
Деклинација објекта је + 8° 37' 8" а ректасцензија 14h 13m 8,3s. Привидна величина (магнитуда) објекта NGC 5511 износи 14,0 а фотографска магнитуда 15,0. NGC 5511A је још познат и под ознакама MCG 2-36-51, CGCG 74-142, VV 299, 8ZW 382, PGC 50778.